# Страха нет (альбом группы «Звери»)
«Страха нет» — седьмой студийный альбом российской группы «Звери», релиз которого состоялся 1 марта 2016 года в iTunes.

## Об альбоме
Альбом «Страха нет» записывался на студии Mars Records и Звери Records в период с 2015 по 2016 год. Мастерингом альбома занимался Борис Истомин. В сведении альбома принял участие именитый саунд-продюсер Джерри Бойс, работавший с The Beatles и Rolling Stones. Джерри Бойс занимался сведением треков «Муха», «Серенада» в лондонской студии Moor Studio Cornwall. Композиции «Корабли» и «Снегурочка» сводились в студии Swift Audio Solutions Алексом Бальзама. Песни «Страха нет», «Настя» и «Ты так прекрасна» сводил Виталий Телезин в своей киевской студии «211». За сведение композиций «Элвис», «Пацифист» и «Прогулки» отвечал звукорежиссёр всего альбома Дмитрий Добрый. В записи песни «Серенада» участвовал виолончелист Пётр Гладыш. В 2015 году в конце августа начались съёмки видеоклипа на песню «Прогулки», для которой были привлечены три эвакуатора и четыре поливальных машины, а также сотрудники полиции, ГИМС МЧС и Дорожно-патрульная служба. В клипе снялась давняя знакомая Романа Валерия Гай Германика вместе с супругом Вадимом Любушкиным, а также Евгений Фёдоров и Ася Долгая. Помимо друзей Билыка, спустя месяц после рождения дочери в съёмке клипа снялась его супруга Марина Королёва, срежиссировал клип Билык вместе с Надеждой Илюкевич. Места для съёмки видеоклипа Роман смотрел и выбирал с руферами Санкт-Петербурга. Режиссёром-постановщиком клипа «Муха» стал Билык, вторым режиссёром — Надежда Илюкевич, в роли «художника по костюмам» выступила жена Билыка Марина Королёва, которая также работала с клипом «Прогулки». На главную роль из списка Надежды Илюкевич была утверждена Билыком Ирина Горбачёва. Клип «Страха нет» снимался с участниками, увлекающимися экстремальными видами спорта. На съёмках клипа запечатлены такие виды спорта как слэклайн, скейтбординг, элементы фаер-шоу, также для клипа были приглашены танцоры брейкданса и танцовщица Pole dance. Видео на песню «Ты так прекрасна» снималось Романом лично на камеру GoPro, в главной роли снялась Марина Королёва, съёмки проходили во время отдыха на Мальдивах. Оформлением «Страха нет» занимался художник Александр Воцмуш.

## Критика
По словам Алексея Мажаева, группа удачно использует свои наработки и создаёт узнаваемые песни, однако по-настоящему запоминающихся среди них нет. Первую часть альбома критик называет попыткой доказать правомерность полученных группой премий и наград и в то же время откреститься от поп-музыки путём утяжеления звучания. Вторая же половина, содержащая романтические композиции, по мнению критика, получилась наиболее удачно, а Роман Билык показывает себя здесь как хороший лирик.

## Список композиций
Все тексты написаны Романом Билыком, «Прогулки» написаны при участии Полиенко, вся музыка написана Билыком.
| №                   | Название            | Длительность |
| ------------------- | ------------------- | ------------ |
| 1.                  | «Муха»              | 2:27         |
| 2.                  | «Страха нет»        | 3:51         |
| 3.                  | «Элвис»             | 3:40         |
| 4.                  | «Настя»             | 3:30         |
| 5.                  | «Корабли»           | 3:28         |
| 6.                  | «Снегурочка»        | 3:30         |
| 7.                  | «Серенада»          | 2:43         |
| 8.                  | «Ты так прекрасна»  | 2:44         |
| 9.                  | «Пацифист»          | 2:10         |
| 10.                 | «Прогулки»          | 3:42         |
| Общая длительность: | Общая длительность: | 31:45        |

## Участники записи
| Звери - Роман Билык — вокал, гитара. - Максим Леонов — гитара. - Михаил Краев — барабаны. - Алексей Любчик — бас-гитара. - Вячеслав Зарубов — клавишные. Приглашённые музыканты - Пётр Гладыш — виолончель. | В создании альбома также принимали - Дмитрий Добрый — звукорежиссёр, сведение. - Борис Истомин — мастеринг. - Виталий Телезин — сведение. - Джерри Бойс — сведение. - Алекс Бальзама — сведение. - Александр Воцмуш — дизайн-рисунки. |

## Видеоклипы
- «Прогулки» (18 сентября 2015)
- «Муха» (29 февраля 2016)
- «Страха нет» (26 марта 2016)
- «Ты так прекрасна» (27 июня 2016)
- «Серенада» (концертный) (18 августа 2016)
- «Корабли» (26 апреля 2017)